# بيلي إليوت
بيلي إليوت (بالإنجليزية: Billy Elliott)‏ (20 مارس 1925 ببرادفورد في المملكة المتحدة - 21 يناير 2008 بسندرلاند في المملكة المتحدة) هو مدرب كرة قدم ولاعب كرة قدم بريطاني (وحمل سابقاً جنسية المملكة المتحدة لبريطانيا العظمى وأيرلندا) في مركز الوسط. شارك مع منتخب إنجلترا لكرة القدم. أما مع النوادي، فقد لعب مع نادي بيرنلي ونادي سندرلاند وWisbech Town F.C. ‏ ونادي برادفورد بارك أفنيو.

## وصلات خارجية
- بيلي إليوت على موقع قاعدة بيانات كرة القدم.إي يو (الإنجليزية)
- بيلي إليوت على موقع ناشيونال فوتبول تيمز (الإنجليزية)
- بيلي إليوت على موقع Soccerbase.com (لاعب) (الإنجليزية)
- بيلي إليوت على موقع Soccerbase.com (مدرب) (الإنجليزية)